# 檀超
檀 超（たん ちょう、生没年不詳）は、南朝宋から斉にかけての文学者・官僚。字は悦祖。本貫は高平郡金郷県。

## 経歴
宋の正員郎の檀道彪の子として生まれた。若くして文学を好み、気儘なふるまいが多かった。宋の南徐州西曹を初任とした。南徐州別駕の蕭恵開と仕事をしたが、下手に出ず対等につきあった。秀才に挙げられた。孝建初年、事件に連座して梁州に左遷され、宣威府参軍となった。孝武帝は檀超の文才を聞いて建康に召還し、東宮に宿直するよう命じた。檀超は驃騎参軍・寧蛮主簿に任じられ、鎮北諮議に転じた。外藩の補佐役を歴任し、尚書度支郎・車騎功曹・桂陽郡内史に転じた。入朝して殿中郎となり、中書郎を兼ねた。零陵郡内史となり、征北驃騎記室に転じた。国子博士となり、左丞を兼ねた。檀超は酒を嗜んで、朗詠を好み、晋の郗超と比較されて高平の「二超」と称された。蕭道成に仕えて、驍騎将軍・常侍・司徒右長史となった。
建元2年（480年）、斉にはじめて史官が置かれると、檀超は江淹とともに史官を統轄した。『漢書』にならって律暦・礼楽・天文・五行・郊祀・刑法・芸文の志を立て、蔡邕や司馬彪にならって朝会・輿服の志を立て、徐爰にならって州郡志を立てることとした。日食を五行志に記載する通例を改めて、天文志に記載させることとした。また処士伝や列女伝を立てることとした。国史の編纂事業が端緒につかないうちに、在官のまま死去した。江淹が事業を引き継いだが、国史は完成しなかった。

## 伝記資料
- 『南斉書』巻52 列伝第33
- 『南史』巻72 列伝第62